# Жан-Христоф
Жан-Христоф — роман Ромена Роллана, виданий десятьма томами з 1904 по 1912 роки видавництвом Двотижневі записки і нагороджений премією Феміна. Роман також відіграє важливу роль у присудженні Ромену Роллану Нобелівської премії з літератури в 1915 році.

## Резюме
Жан-Христоф Крафт є німецьким музикантом.
Цей герой втілює у собі сподівання на загальнолюдську злагоду, в першу чергу зображуючи взаємодоповнюваність Франції та Німеччини і в той же час займає місце романтичного персонажа на зразок Вертера Гете. Твір також відводить певну роль образу Бетховена.
Йдучи життям герой шукає мудрість: йому доводиться долати багато випробувань, «кіл пекла», приструнити свої пристрасті щоби взяти долю в руки і досягнути Гармонії — жити в одному ритмі з суспільством.

## Десять томів
• Зоря
• Ранок
• Юнак
• Повстання
• Ринок на площі
• Антуанетта
• В будинку
• Друзі
• Неопалима купина
• Новий день